# I. e. 371
Évszázadok: i. e. 5. század – i. e. 4. század – i. e. 3. század
Évtizedek: i. e. 420-as évek – i. e. 410-es évek – i. e. 400-as évek – i. e. 390-es évek – i. e. 380-as évek – i. e. 370-es évek – i. e. 360-as évek – i. e. 350-es évek – i. e. 340-es évek – i. e. 330-as évek – i. e. 320-as évek
Évek: i. e. 376 – i. e. 375 – i. e. 374 – i. e. 373 –  i. e. 372 – i. e. 371 – i. e. 370 – i. e. 369 – i. e. 368 – i. e. 367 – i. e. 366

## Események

### Görögország
- a görög városállamok Spártában békekonferenciát tartanak, de II. Ageszilaosz spártai király (Athén támogatásával) nem engedélyezi, hogy Thébai egész Boiótia nevében aláírja a szerződést. Epameinóndasz thébai államférfi (és a boiótiai szövetség öt vezetőjének egyike) fenntartja álláspontját, mire Thébait kizárják a szerződésből.
- A konferencia kudarcát követően Spárta megtámadja Thébait és a leuktrai csatában döntő vereséget szenved, I. Kleombrotosz király is elesik. Epameinóndasz új taktikát alkalmaz, nem az ellenség leggyengébb, hanem legerősebb pontját támadja jelentős túlerővel. A csata eredményeképp a boiótiai szövetség fennmaradt.
- Athén nem üdvözli a thébaiak győzelmét, tart a katonailag sikeres Thébai fokozódó agresszivitásától. Perzsia és Thébai megújítja korábbi szövetségét.
- Spárta veresége után Árkádia kinyilvánítja függetlenségét. Újjáépítik Mantineiát, létrehozzák az árkádiai szövetséget és megalapítják Megalopolisz városát.
- I. Kleombrotoszt fia, II. Ageszipolisz követi Spárta élén.

## Természettudomány
- Arisztotelész és Ephorosz megfigyel egy üstököst, amely kettéválik; feltételezik, hogy ekkor született a Kreutz-üstököscsoport.

## Születések
- Theophrasztosz, görög filozófus
- Phrüné, görög hetéra

## Halálozások
- I. Kleombrotosz, spártai király

## Fordítás
- Ez a szócikk részben vagy egészben  a(z)   371 BC című angol Wikipédia-szócikk ezen változatának fordításán alapul.  Az eredeti cikk szerkesztőit annak laptörténete sorolja fel. Ez a jelzés csupán a megfogalmazás eredetét és a szerzői jogokat jelzi, nem szolgál a cikkben szereplő információk forrásmegjelöléseként.